# Чемпионат России по фигурному катанию 1994
Чемпионат России по фигурному катанию на коньках 1994 года — соревнование по фигурному катанию среди российских фигуристов, состоявшееся в декабре 1993 года (сезон 1993—1994 года), организованное Федерацией фигурного катания на коньках России.
На чемпионате 1993/94 года спортсмены соревновались в мужском и женском одиночном катании, парном фигурном катании и в спортивных танцах на льду. Среди женщин путевки на чемпионат Европы и Олимпиаду-94 не определялись из-за отсутствия квот, так как Мария Бутырская на чемпионате мира 1993 не попала в число 24 лучших в квалификации.

## Результаты

### Мужчины
В произвольной программе Алексей Урманов попытался исполнить четверной тулуп (с падением).
| Место | Имя             | ОП | ПП | сумма |
| ----- | --------------- | -- | -- | ----- |
| 1     | Алексей Урманов |    | 1  |       |
| 2     | Олег Татауров   |    |    |       |
| 3     | Игорь Пашкевич  |    |    |       |
| 4     | Александр Абт   |    |    |       |
| 5     | Алексей Ягудин  |    |    |       |
| 6     |                 |    |    |       |
| 7     | Илья Кулик      |    |    |       |

### Женщины
Участвовали 16 фигуристок.
| Место | Имя             | ОП | ПП | сумма |
| ----- | --------------- | -- | -- | ----- |
| 1     | Ольга Маркова   | 2  | 1  | 2,0   |
| 2     | Мария Бутырская | 1  | 2  | 2,5   |
| 3     | Ирина Слуцкая   | 3  | 3  | 4,5   |
| 4     | Татьяна Рачкова |    |    |       |
| 5     |                 |    |    |       |
| 6     |                 |    |    |       |

## Пары
Борьба резко обострилась из-за возвращения «профессионалов», которым разрешили участвовать в любительских соревнованиях. В оригинальной (короткой) программе Е.Гордеева — С.Гриньков и Н.Мишкутенок — А.Дмитриев выступили примерно на равных. В произвольной у Н.Мишкутенок было три грубых ошибки. 
| Место | Имя                                  | ОП | ПП | сумма |
| ----- | ------------------------------------ | -- | -- | ----- |
| 1     | Екатерина Гордеева / Сергей Гриньков | 1  | 1  | 1,5   |
| 2     | Наталья Мишкутенок / Артур Дмитриев  | 2  |    |       |
| 3     | Евгения Шишкова / Вадим Наумов       |    |    |       |
| 4     | Марина Ельцова / Андрей Бушков       |    |    |       |
| 5     | Оксана Казакова / Дмитрий Суханов    |    |    |       |
| 6     | Мария Петрова / Антон Сихарулидзе    |    |    |       |

### Танцы
В произвольном танце две оценки 5,9 получила пара Крылова — Федоров. О.Грищук и Е.Платов, М.Усова — А.Жулин второй год подряд пропустили чемпионат, на этот раз «по абсолютно уважительным причинам».
| Место | Имя                                 | ОТ | ОрТ | ПТ | сумма |
| ----- | ----------------------------------- | -- | --- | -- | ----- |
| 1     | Анжелика Крылова / Владимир Федоров | 1  | 1   | 1  | 2,0   |
| 2     | Ирина Лобачева / Илья Авербух       |    |     |    |       |
| 3     | Елена Кустарова / Олег Овсянников   |    |     |    |       |
| 4     |                                     |    |     |    |       |
| 5     |                                     |    |     |    |       |
| 6     |                                     |    |     |    |       |